# Accumoli
Accumoli est une commune italienne de la province de Rieti dans la région Latium en Italie.

## Histoire
Le 24 août 2016, la commune est touchée par un puissant séisme de magnitude 6.2, causant de nombreux dégâts et faisant plusieurs victimes.

## Administration
| Période                                  | Période | Identité | Étiquette | Qualité |
| ---------------------------------------- | ------- | -------- | --------- | ------- |
|                                          |         |          |           |         |
| Les données manquantes sont à compléter. |         |          |           |         |

### Hameaux
Cassino, Cesaventre, Colleposta, Collespada, Fonte del Campo, Grisciano, Illica, Libertino, Macchia, Poggio Casoli, Poggio D'Api, Roccasalli, San Giovanni, Terracino, Tino, Villanova

### Communes limitrophes
Amatrice, Arquata del Tronto, Cittareale, Norcia, Valle Castellana